# 爆ボンバーマン
『爆ボンバーマン』（ばくボンバーマン）は、1997年9月26日に日本のハドソンから発売されたNINTENDO 64用3Dアクションゲーム。北米版の名称は『Bomberman 64』。

## 概要
同社による『ボンバーマンシリーズ』のNINTENDO64用ソフト第1作目。主人公のボンバーマンを操作し、敵であるアルタイルを倒してボンバー星を救出することを目的としている。シリーズ初の3Dアクションであり、フィールドが広大になった他、「ボムキック」や「ボム投げ」が標準装備されたことが特徴。
開発はハドソンが行い、プロデューサーは『初代ボンバーマン』（1985年）を手掛けた中本伸一およびNINTENDO64用ソフト『デュアルヒーローズ』（1997年）を手掛けた遠藤英俊、ディレクターはファミリーコンピュータ用ソフト『ボンバーマンII』（1991年）を手掛けた奥野仁、音楽はミュージシャンの多田彰文、オフィシャルデザインディレクターはシリーズの美術監督を務める水野祥司が担当している。

## ゲーム内容

### システム
ボンバーマンシリーズは、これまではほとんどの作品において「1-2画面分のフィールド上に縦・横に規則的に設置されたブロックの間の通路を移動しながら、十字型に爆発する爆弾を使用して戦う」というものであり、開発スタッフの間では作業感覚が強すぎるとの意見があった。それを撤廃するというコンセプトで本シリーズが作られたため、フィールドは広大な3Dマップとなり、規則的に配置されたブロックもなく、自由に移動できるようになった。その影響で爆弾の爆発も球状となっている。その上、これまではアイテムを取ることでしか使用できなかったボムキック（設置した爆弾を前方に蹴り転がす）・ボム投げ（爆弾を前方に投げる）を標準で使用できるようにした。その他にもこのシリーズで新しく採用されたシステムを挙げていく。
キック
爆弾に体当たりする従来の方法に加え、爆弾を設置するAボタンを置いたその場でもう1度押すことでもキックできる。また、これまでの作品では爆弾が2個以上列になって設置されていた場合は蹴っても奥のボムが動かず全てその場に留まっていたが、本作ではビリヤードのように奥のボムを飛ばせる。手前のボムは飛ばずにその場に留まるため、自爆に注意する必要がある。
投げ
ボム投げそのものは前述の通りこの作品以前にも存在していたが、今回はアイテムや敵キャラクターも持ち上げて投げることができる。敵キャラクターを投げる場合は、直接投げようとするとダメージを受けるため、先にボムをキックしたり投げたりする形で直接当てて、気絶させる必要がある。応用次第では場外に投げ捨てて即死させたり（この方法は一部のボスにも有効）、気絶している間の敵を足場代わりにすることもできる。
溜めボム
今回は爆弾を持ち上げたときにAボタンを連打することで、爆弾を巨大化させることが可能になった。これが溜めボムであり、爆風も大きくなるほかに敵キャラクターに直接投げつければその重さで押しつぶすことも可能となっている（ボスに対しては通常のボムと同じく気絶するだけとなっている）。大きく重いために一度投げつけると持ち上げたり蹴ったりすることは全くできないため、爆発させるしかない。
ボムジャンプ
3Dマップを自由に移動できるようになり、高低差が生まれた本シリーズだが、これまでと同様にジャンプすることはできない。その代わりに設置した爆弾を足場にすることができるようになっている。しかしあくまで自力でジャンプすることはできないため基本的には窪みに爆弾を落とし、その上に飛び乗る形となる。気絶させた敵キャラクターを同様の方法で足場に活用することも可能。サイズの大きい溜めボムを置いたり、既に設置した爆弾の真上にさらに爆弾を積み上げることで、複雑な足場を作れるようになっている。設置には割と緻密なボムの置き方が要求されるため、パズル要素が強い。また、ボムの特殊な使い方によって強引に段差を上る、通称自力ジャンプという技もある。
こうしたジャンプアクションの際、これまでの作品では「1マスずつ跳ねる」ものだったが、本作ではマスの概念が無いため「一定距離ずつ跳ねる」ものとなっている。

### ストーリーモード
目的
ボンバー星を支配しようとする黒幕、アルタイルを倒すことが本作の目的である。しかしゲーム開始時点では彼の居る要塞「ブラックシティ」には4つの、惑星の一部をくり抜いて作られたエリアが鎖で繋がれており、これらのエリアから鎖を通して供給されているエネルギーによってバリアが形成され、ブラックシティへの侵入を阻んでいる。そこで、まずは4つのエリアから攻略していくことになる。一つのエリアをクリアすると繋がれた鎖が破壊され、エネルギーの供給がストップされる。4つのエリアを攻略する順番は自由で、全てクリアすればブラックシティへの侵入が可能となる。
ゴールドカード
本作の主なやりこみ要素であり、ステージ攻略度を大まかに示す成績アイテムとなっている金色のカード。1つのステージにつき5枚ずつ手に入る。手に入れるには様々な条件が存在しており、その入手方法はステージによって大きく2通りに分かれる。全部集めると隠し要素が出現する。
普通のステージ
ステージ内の各所に隠されているのが3枚・30匹目に倒した敵が落とす1枚・ステージごとに設定された合格タイム以内にゴールに入ることで1枚。取った分のカードはゴールするたびに記録されるので、そのステージに再チャレンジすれば残りのカードを手に入れることも可能。
中ボス・ボスステージ
特定の条件を満たす（例えばボスの持つ各パーツを破壊する）と、満たした条件に対応するカードが1枚手に入る。その条件はボスごとにそれぞれ4種類設定されており、残りの1枚は合格タイム以内にボスを倒すことで手に入る。普通のステージとは違い、これまでに取った最大枚数が記録されるだけなので、全てを手に入れたい場合は1度の対戦で5枚全てを手に入れる必要がある。

難易度設定
ゲームを最初から開始する時は、難易度を選択することになる。一度決定した難易度は変更できない。「わくわくモード」と「どきどきモード」の2種類があり、後者の方が難しいゲームバランスに仕上がっている。

### バトルモード
1-4人で対戦することができるモード。複数のステージから舞台を決めることができ、あらかじめ設定した回数だけ勝った者が優勝する。ルールが全部で2つあり、勝つための条件がそれぞれ異なっている。
シングルバトル
互いに爆弾で攻撃をして、倒された者から脱落し、最後まで生き残れば勝ち。詳細設定によっては、残り1分以下になるとステージに火球が降り注いだり、左右両側から壁が押し寄せてきたりするサドンデスや、倒された者が半透明の姿でフィールドに残ってまだ生き残っている者に触れることにより、操作権を奪い取れるゴーストボンバーの要素もある。ゴーストボンバーに取り付かれた場合は気絶したときと同じく、スティックを素早く入力することで速く振りほどくことができる。
チームバトル
2つのチームに分かれてバトルをするルール。このルールではプレイヤーキャラクターの他に宝石があり、宝石は自由に持ち運ぶことが可能。プレイヤーは倒されてもすぐに復活することができるが、宝石が爆弾によって壊されてしまうと、爆弾の破壊力に応じて宝石の耐久力が減る。相手チームの宝石の耐久力を0にすると勝ち。
バトルオプション
BATTLE
対戦を行って何回勝利した人が優勝になるかを設定できる。
TIME
一回の対戦の制限時間を設定できる。
サドンデス
残り時間1分以下になった際に、各ステージに応じた仕掛け（火球が降り注ぐ、水位が上昇する、壁が押し寄せてくる）を発動させるかを設定できる。シングルのみ設定可能。
ゴースト
対戦中に先にやられたボンバーマンが「ゴーストボンバー」になるかを設定できる。シングルのみ設定可能。

### カスタムボンバー
バトルモードでボンバーマンをドレスアップさせることができるもの。頭・体・腕・足ごとに様々なパーツがあり、ストーリーモードをプレイする過程で収集することになる。装着したパーツによって見た目が変化するので個性的な姿になることができる。ストーリーモードとの関連性は無いが、コントローラパックにドレスアップさせたデータを記録すると、バトルモードにおいてその姿で戦えるようになる。能力的な面には影響を及ぼさないが、一味違ったバトルを楽しむことができる。またバトルで勝利した際にボンバーマンが一言しゃべるようになる（ある特定の組み合わせでドレスアップすると対応したボイスになる）。

### アイテム
ファイアー
爆弾の火力が1段階上がる。ノーマルボムなら最大3、パワーボムなら最大6まで上げることができる
ボム
設置爆弾数が1増える。最大8。
パワー
パワーボムを設置できるようになる。
リモコン
ボムがリモコンボムになり、Zトリガーボタンで任意のタイミングで爆破可能になる。
ハート
一度だけミスとなるダメージを回避することができる。わくわくでは飛び出したハートを回収すれば再利用が可能だが、どきどきではダメージを受けると消滅する。
ゴールドカード
ストーリーモード中に手に入る成績アイテム。詳しくは#ストーリーモードを参照。
ブルーストーン/レッドストーン
ブルーストーンを50個集めるとクレジット（コンティニュー回数）が1増える。レッドストーンはブルーストーン5個分の効果がある。
カスタムパーツ
カスタムボンバーで使用できるパーツ。赤は頭用、青は体用、緑は腕用、黄色は脚用となっている。
ドクロ
取るとボンバーマンが病気になる。効果は取る度に以下の中からランダムに選ばれる。
ビッグ
体が大きくなり、動きが鈍くなる。
リトル
体が小さくなり、動きが速くなる。
インポシブル
爆弾設置不可となり、溜めボムもできなくなる。
リバース
スティックを傾けるほど移動速度が遅くなるようになる。
フェイク
見た目はノーマルボムだが、パワー溜めボムの威力を持つボムが設置されるようになる。
インスタント
置いたボムがすぐに爆発する。
ファイアーマン
ボンバーマンが火だるまになり、効果終了までに体当たりで他のボンバーマンを倒さないとアウトになってしまう。

デビル
取ると、プレイヤー全体に影響を及ぼす7つの効果の内1つが発生する。
ガリバー
全員の体が大きくなり、動きが鈍くなる。
ツイスター
竜巻が出現し、触れるものを吹き飛ばす。
スロー
全員が目の前のものを投げ飛ばすようになる。
ルーレット
ランダムでボンバーマンの位置が入れ替わる。
フルパワー
全員のボムが、パワーボムの火力最大の状態になる。
パレード
ステージが七色に輝く。
シック
一定時間毎にランダムで誰かが気絶する。

## 設定

### ストーリー
宇宙中のあらゆるエネルギーを吸収し、それを所有者に与える「宇宙石（コズミックキューブ）」。このコズミックキューブを「アルタイル」という男が手にした時に彼の狂気にも似た野望が始まった。彼は、「マスカー三人衆」と呼ばれる部下達と共に様々な星を我が物としてきた。そして、アルタイルの次なるターゲットは、ボンバーマン達の暮らすボンバー星だった。
危険なことなど何も無く、平和でのんびりとしたボンバー星。そんなボンバー星のボンバータウンに突如、巨大な宇宙船とその下に侵略した「星々のかけら」を繋げたアルタイルの基地が舞い降り、侵略を開始する。その様子をなすすべもなく立ち尽くしていたボンバーマンの前に、シリウスと名乗る謎の男が現れる。奴らに恨みを持っているという彼はボンバーマンに共闘を持ちかけ、ボンバーマンもボンバー星を守るためそれを受け入れる。

### ステージ構成（ストーリーモード）
ゲーム開始直後は「グリーンガーデン」「ブルーリゾート」「レッドマウンテン」「ホワイトアイス」の4つのエリアから自由に選択できる。それらをすべてクリアするとアルタイルの待ち受ける「ブラックシティ」に入ることができるようになる。
各ワールドは4つのステージから構成されており、ステージ1・3が通常のステージ、ステージ2・4がボスステージとなっている。
グリーンガーデン
緑溢れる自然の中に建てられた古代遺跡のある惑星。ステージ2ではシリウス（条件を満たすとシリウスを模したロボットに変更）が、ステージ4ではドラゴがそれぞれボスとして待ち受ける。ステージを単純にクリアするだけであれば最も簡単なワールドだが、ゴールドカードなどのアイテムを隅々まで集めようとすると、ボムジャンプなどのテクニックをそれも高度に使いこなす必要があり容易に踏破することはできない。パズル要素が高いステージ構成。
- ステージ1 まもられた あかいほうせき
- ステージ2 シリウスの ちょうせん
- ステージ3 ほうせきと イタズラこぞう
- ステージ4 つばさもつ ばんにん

ブルーリゾート
海沿いに市街地が建てられたリゾート惑星。ステージ2ではカペラが、ステージ4ではリバイアがボスとなっている。
- ステージ1 さがせ! てつのはしのスイッチ
- ステージ2 VS カペラ
- ステージ3 ためボムで おせおせ すいろ!
- ステージ4 ちかすいろの ぬし

レッドマウンテン
溶岩の惑星。火山内部では採掘が行われている。ステージ2ではハウトが、ステージ4ではスプリガンがボスとなっている。
- ステージ1 かざんだんの あらしを ぬけて
- ステージ2 VS ハウト
- ステージ3 ボムでくずせる 4つのはしら
- ステージ4 ハウト リベンジ

ホワイトアイス
雪と氷に覆われた惑星。ステージ2ではレグルスが、ステージ4ではリッパーがボスとなっている。
- ステージ1 ふぶきに まけず
- ステージ2 VS レグルス
- ステージ3 ツルツルすべる こおりのゆか
- ステージ4 シャイニング モンスター

ブラックシティ
アルタイルの支配する要塞都市にして本拠地。巨大ボスであるアブソリュートはステージ2に現れ、最終ボスのアルタイルがステージ4で待ち受けている。
- ステージ1 しょうめんとっぱ
- ステージ2 キリングタイム
- ステージ3 アルタイル タワー
- ステージ4 VS アルタイル

レインボーパレス
特定の条件を満たすと出現する真の最終ワールド。遥か天空に浮かぶ、夢の国のような神秘的雰囲気をもつ虹の宮殿。ブラックシティ同様、巨大ボスであるマスターはステージ2に出現。さらにステージ4では真の最終ボスであり、本性を現したシリウスと戦うことになる。
- ステージ1 そらの かなたで
- ステージ2 ひきょおもの!〔ママ〕
- ステージ3 てんくうの しろのなか
- ステージ4 ファイナル バトル!

### ステージ構成（バトルモード）
バトルモードで使用されるステージ。最初は6種類しか選択することができないが、ストーリーモードの進行状況に応じて隠しステージが選択できるようになる。
さいしょのバトル
広大な自然と遺跡のステージ。5本の柱が配置されておりオーソドックスな内容のステージとなっている。
うえへ したへ
3D空間を活かした立体的な3層構造のステージ。各階層は細い階段によって繋がっている。
ピラミッド
ピラミッドをモチーフとしたステージ。
よくばり はまれ
ステージ中央が空の貯水槽となっているステージ。ソフトブロックはステージ中央にのみ配置されている。
てんごく じごく
2層構造のステージ。
くさばのかげで
中央が掘り下げ式になっているステージ。谷底の草原は爆弾を隠してしまう。
みずのせせらぎ（隠しステージ）
水の流れがボンバーマンやボムを流してしまうステージ。水の流れは一定時間毎に変わる。
かいぞくせん（隠しステージ）
船の揺れにより、画面が見辛くなるステージ。
ブリザードバトル（隠しステージ）
吹雪によりボンバーマンやボムが押し流されてしまうステージ。押し流される方向パターンが「みずのせせらぎ」より増えている。
ツルツルガラス（隠しステージ）
ツルツル滑る床の上で戦うステージ。

## 主な登場人物
ボンバーマン
声 - 杉山佳寿子
本作の主人公。いわゆる「白ボンバーマン（白ボン）」。爆弾を武器に日夜平和を守るため戦い続けるヒーロー。本作ではボンバー星を征服せんと突如現れた「アルタイル」を倒し、ボンバー星に平和を取り戻すために立ち上がった。
シリウス
声 - 宮林康
本作のキーキャラクター。自分の惑星を滅ぼし家族を殺したアルタイルへの恨みから、ボンバーマンに協力をする謎の人物。本体は人型だが、両脇にジェットエンジンを搭載したパーツをつけ、飛行機の状態へ変形することで飛行することも可能（取り外しができるらしく、飛行しないシーンではこのパーツが省略されている）。各ステージでアドバイスをしてくれるほか、様々なアクションを教えてくれ、グリーンガーデンのステージ2ではボンバーマンの実力を確かめるため中ボスとして立ちふさがる。巨大ボスとの戦いでは前もってリモコンをくれる。
ボンバーマンがアルタイルを撃退したものの、取り逃がしてしまった際には、「よくやった」とボンバーマンを称賛する一方で、アルタイルに逃げられてしまったことに対して「少し失望した」や「もう二度と会うことはない」という意味深な台詞を残してボンバー星を去っていくが、実はコズミックキューブの本来の持ち主であり、特定の条件を満たした上でアルタイルを倒すと、本作の真の最終ボスとして本性を現す。
彼の本当の目的は、力を失った自分の代わりにボンバーマンを利用してキューブを奪回すると同時にアルタイルに復讐することだった。ボンバーマンに敗れ逃亡しようとしたアルタイルに奇襲をかけてコズミックキューブ奪還に成功。本来の力を取り戻した彼は、ジェットエンジンのパーツをレーザー発射装置としても使うようになり、これを使いアルタイルを消滅させた。そして自身のこれまでの話を「間抜けな嘘」であることを明かしたうえ用済みになったボンバーマンをボンバー星諸共葬り去ることを宣言する。本性をあらわした彼はボンバーマンに一切協力することはない。本当の実力はレグルス曰く「アルタイルとマスカー三人衆の4人がかりでもコズミックキューブを奪うだけで精一杯だった」ほど。本性を表す前のシリウスの発言を読めばなぜかコズミックキューブのことにやけに詳しかったりなど、至る所に伏線が張られている。
シリウスが本性を現した後は各ステージ内のシリウスやグリーンガーデンのステージ2の中ボスがシリウスを模したロボットに変更される他、他のボス戦時のリモコンの習得方法が変わる。
レインボーパレス最上階における最終決戦では、ボムによる攻撃に加え、前半戦は飛行しながらの爆撃、後半戦は高速の突進攻撃・アルタイルを葬った巨大レーザーを使用する。
アルタイル
声 - 松崎霜樹
ボンバー星を襲った悪の根源。部下のマスカー三人衆と共に、コズミックキューブの力で宇宙支配を企む。「ベガ」というサポートメカを従えている。体色は黒。シリウス曰くコスミックキューブの力を完全に使いこなせてはいないらしく、今までに征服した惑星を「ブラックシティ」に連結させてエネルギーを取り込んでいる。
ボンバーマンとの戦いでは、アルタイル自身のボムとベガのレーザーで攻撃してくる。片方が倒れると合体し、真の姿である「スーパーアルタイル」へと変貌して襲いかかってくる。変身後はボンバーマンを気絶させる衝撃波、ボムの爆発から逃れるワープを使用する。
ボンバーマンに敗れた後、唯一生き残った部下のレグルスと共にボンバー星から逃亡するが、特定の条件を満たして勝利すると、逃走中に突如乱入したシリウスの奇襲によりコズミックキューブを奪還された挙句、本来の力を取り戻したシリウスが放った巨大レーザーを受け消滅する。
カペラ
声 - くどうみき
マスカー三人衆の1人で、紅一点。体色は赤。接近時にはボムによる攻撃を行うが、遠距離戦を好み、中距離より離れると3方向への火炎弾で攻撃してくる。火炎弾の爆風は直接当たるとミスになるほか、ボムを誘爆させる効果を持つ。オープニングで部下と共にブルーリゾートを征服している。マスカー三人衆の中で唯一、ステージ2で倒された時点で爆散し、死亡する。
ハウト
声 - 松崎霜樹
マスカー三人衆の1人。体色は緑。ボスの中では最も接近戦を志向し、ボムによる攻撃だけでなく、半球状のショックバリアを発生させ、それによって気絶させ動けなくし、ボンバーマンを場外へ放り投げるという戦法を得意とするほか、倒された際に攻撃判定のある火柱を四方に飛ばして逃走するといった卑劣な戦闘スタイルが特徴。ステージ4ではスプリガンのパイロットとして再登場する。自分自身が直接対決でした戦法と同じようにコクピットから身動きが取れないまま、マグマに沈んでくという皮肉な形で命を落とす。なお、一切台詞が存在しない。
レグルス
声 - 宮林康
マスカー三人衆の1人。体色は青。ハウトとは逆に普段は接近戦を好まず、ボムキックを多用する。得意技はボンバーマンに向かって急速接近した後の強烈な攻撃。ボンバーマンとの戦いがきっかけで彼にライバル意識を持つようになり、レインボーパレス最上階における最終決戦では助太刀に現れる。
続編である『爆ボンバーマン2』ではベルゼバルと名を変えて登場する。

## 敵キャラクター

### ザコキャラクター

#### レインボーパレス以外全ステージ
レッド
アルタイルの部下の一般戦闘員。名前通り赤いカラーリング。特に武装もせずステージをウロウロしているだけで特別な攻撃はしてこない上、接触しても気絶させられるだけで済む。
ブルー
アルタイルの部下の一般戦闘員。名前通り青いカラーリング。ボンバーマンを発見すると両手に持った鎌を振り回して攻撃してくる。

#### グリーンガーデン
トーテム
トーテムポールのようなモンスター。ボンバーマンを発見すると頭突きで攻撃してくるが、リーチが短いため当ることは少なく、当っても気絶するだけでミスにはならない。ただし、その形状ゆえ溜めボムによる押し潰しは効かない。
マッシュ
岩のようなモンスター。ステージをウロウロしているだけで特別な攻撃はしてこないが、耐久力が非常に高く、ある程度ダメージを与えると分裂する。溜めボムによる押しつぶしなら耐久力に関係なく倒すことが可能。
グレッグ
赤いタマゴ。ステージをウロウロしているが、ボンバーマンを見つけると体当たりをしてくる。倒すとハートを落とす。
フレアバード
鳥のモンスター。普段は上空を飛び回り、時折突進で攻撃してくる。身体中が燃え盛っているために、爆弾にも誘爆する。

#### ブルーリゾート
ザ・ガード
リゾートをうろつく兵士。元々はブルーリゾートの兵士だったが、自分の命惜しさにアルタイル側に寝返った。ボンバーマンを見つけると所持しているライフルで攻撃してくるが、狙いはさほど正確ではない。若干耐久力が高め。
ギョッピー
魚型のモンスター。魚にもかかわらず陸上も移動可能という肉体派。水中では攻撃してこない（そもそもボンバーマンは水中に入るとミスになる）が、陸上に居るときは突進で攻撃する。突進自体では死なないものの、連続で突進されるとステージから落下させられる可能性がある。なおゲームの仕様上、陸上にいるギョッピーを水中に落とすと倒すことが可能。
プニプニ
風船のようにぶよぶよしたモンスター。空中を漂っているだけで特別な攻撃はしてこないが、耐久力が異常に高いうえに弾力があるため溜めボムでの押し潰しも効かず、気絶させて場外に落とさない限り倒すのは困難。
テフテフ
蝶。空中を漂っているだけで特別な攻撃はしてこない。倒すとハートを落とす。
砲台（仮）
ステージのあちこちに設置された砲台。一定時間ごとに砲弾を発射する。溜めボム以上の破壊力がないと壊せず、破壊しても「倒した敵キャラクター数」にはカウントされない。足場として使うこともできる。

#### レッドマウンテン
ピック
アルタイルの部下の落ちこぼれ戦闘員。カラーリングは緑色で、服が黄色と黒の縞模様となっている。つるはしを持ってマウンテンの至る所で何かを採掘している。通常は採掘作業に従事して動かないが、ボンバーマンを見つけるとつるはしを振り回して襲ってくる。攻撃時の速度が早く、一般戦闘員のレッドやブルーに比べ耐久力もある。
トロッコ
トロッコに乗った戦闘員。カラーリングは緑色で、ピックと同じくつるはしを持っている。トロッコのレールに沿って移動しているだけで特別な攻撃はしてこないが、トロッコに轢かれるとミスになる。破壊には溜めボム以上の破壊力が必要。
コーモリン
コウモリ。ステージをウロウロしているだけで特別な攻撃はしてこないが、高いところを飛んでいるためボムを当てにくい。
ロック
三角の岩のモンスター。普通の岩に擬態しており、ボンバーマンが近づくと炎を吐いて攻撃してくる。耐久力が非常に高く、道をふさぐように配置されている場合も多い。溜めボムでの押し潰しも通用せず、気絶させることも不可能。倒すとハートを落とす。
レッドソーン
火の玉のようなモンスター。暗い部屋の天井に張り付いており、侵入者が来ると天井から降ってくる。ステージをウロウロしているだけで特別な攻撃はしてこないが、爆弾に触れると誘爆し、ダメージを与えると2体に分裂する。

#### ホワイトアイス
スノボ戦闘員
アルタイルの部下で、山小屋から次々と現れるスノーボードに乗った戦闘員。カラーリングは赤だが、レッドと同じタイプかどうかは不明。ただ滑っているだけで特別な攻撃はしてこないが、溜めボム以上の破壊力でないとダメージを与えられず、ぶつかるとミスになる。山小屋を破壊すると出現しなくなる。場外に落下した場合、倒したことにはならない。
スノーマン
雪だるま。その場から移動せずに雪玉を投げて攻撃してくるが、当ってもはじかれるだけでミスにならず、気絶すらしない。帽子を被っており溜めボムによる押し潰しは効かない。
ユキメ
巨大な雪の結晶。ステージをウロウロしているだけで特別な攻撃はしてこない。
ユキウサギ
雪うさぎ。ステージをウロウロしているだけで特別な攻撃はしてこない。倒すとハートを落とす。
フリージ
冷凍ミカンのような敵。ステージをウロウロしているだけで特別な攻撃はしてこないが、倒すと2体に分裂する。
ペンペン
ペンギン。ボンバーマンを見つけるとじゃれついてくるが、当ってもはじかれるだけでミスにならず、気絶すらしない。ただしどきどきモードではスピードがかなり速くなっており、氷自体もかなり滑りやすくなっているため、突き飛ばされて場外に落下する危険がある。

#### ブラックシティ
パープル
アルタイルの部下のエリート戦闘員。カラーリングは紫色。エリートなだけあって耐久力もレッドやブルーより高い。ミサイルランチャーを装備しており、ボンバーマンを見つけると発射してくるが、射程は短く爆発もあまり大きくない。
グリーン
アルタイルの部下の指揮官クラス戦闘員。カラーリングは緑色。ライフルを装備しており、ボンバーマンを見つけると発射してくるが、発射までに時間がかかるうえ狙いも定まっておらず、直線的にしか飛んでこない。稀に火力を落とす。
迎撃部隊
ブラックシティへの侵入者を迎撃する防衛マシン。本体と左右の砲台という3つのパーツで構成されており、全てを破壊しなくてはならない。ビームやバルカンで攻撃するほか、時折ブルー戦闘員を大量に出撃させる。どきどきモードでは、それぞれのパーツに予備があり、計3組ずつ存在するため、合計9個のパーツを破壊する必要がある。
この迎撃部隊との戦いで登場する戦闘員は、通常とは能力が異なっている。
レッド
砲台から動かないが、近づくと高精度のロケットランチャーを発射する。直接倒すことはできず、砲台を破壊するしかない。
ブルー
攻撃モードになると追跡モードをやめない。ただしボムキックを当てるだけで倒せる。

サプライズ
警備用メカ。空中を移動し、ボンバーマンを見つけると急降下して攻撃する。動きはフレアバードと似ているが、爆弾に誘爆はせず、機械なのでボムを当てても気絶しない。
ハンター
警備用メカ。移動式のバルカン砲台で、ボンバーマンを見つけると3連続で発射してくる。機械なのでボムを当てても気絶しない。
シーカー
警備用メカ。空中を移動し、ボンバーマンを見つけると直下型レーザーを放つ。範囲は狭いので当ることは少ない。機械なのでボムを当てても気絶しない。倒すとハートを出す。
バルカン砲（仮）
特定の場所に設置されており、一定時間ごとに狙いを定めて発射してくる。障害物として扱われており、倒せない。

#### レインボーパレス
ダイヤソルジャー
ここを支配する者の思念から生まれたレインボーパレスの一般兵で、トランプのダイヤの姿をしている。剣らしきものを装備しているが、ステージをウロウロしているだけで特別な攻撃はしてこない。トランプ兵士は兜を被っているため、溜めボムによる押し潰しは効かない。
クラブファイター
トランプのクラブの姿をした兵士。ブルー戦闘員と異なりどこにいてもボンバーマンを追跡し、ボンバーマンを見つけると手に持った槍を振り回して攻撃してくる。
スペードナイト
トランプのスペードの姿をした兵士。ボンバーマンを見つけると強力なレーザーを放つ。トランプ兵士の中では最強。倒すとパワーを落とす。
ハートキング
トランプのハートの姿をした兵士。滅多に現れないが、ステージをウロウロしているだけで特別な攻撃はしてこない。倒すとハートを落とす。
エレ鬼
雲のような姿の敵。ゆっくり空中を移動し、ボンバーマンが近くを通ると真下に雷を落とす。この雷はボムを誘爆させる。レインボーパレスはパズル難易度が高く、丁寧にボムを設置していく必要があるため、設置したボムを次々と誘爆させるこの敵の雷は極めて危険。

### ボスキャラクター
各ワールドの最終ステージに待ち受ける大ボス（ただし、アブソリュートとマスターはステージ2の中ボス）。戦いの前にシリウスが現れてリモコンボムをくれる（条件によっては隣に置いてある）。
シリウス（中ボス）
グリーンガーデンの中ボス。腕試しとして、ボンバーマンに挑戦を果たす。なお、シリウスが本性を現した場合はシリウスに模したロボットに変更される。詳しくはシリウスを参照。
ドラゴ
グリーンガーデンの大ボスで、青い身体の翼竜のようなモンスター。羽ばたきによるボム押し流しに加え、噛み付き・口から吐く炎で攻撃してくる。
カペラ
ブルーリゾートの中ボス。詳しくはカペラを参照。
リバイア
ブルーリゾートの大ボスで、提灯鮟鱇のようなモンスター。額の触手による叩き潰し・尾を振り回しての水しぶき・カッター・津波で攻撃する。食い意地が張っており、あまり物事を深く考えていない。
ハウト
レッドマウンテンの中ボス。ハウトを参照。
スプリガン
レッドマウンテンの大ボスで、元々は採掘用だったメカをハウトが戦闘用に改造した物。目からのレーザー・帽子からの火山弾・メガトンパンチ・ハイパーラリアットで攻撃する。ハウトが操縦している。機械だが溜めボムを頭部にあてると気絶させることができ、そのときコックピットが開くので、ボムを投げ込むことで大ダメージを与えることができる。
PSPの『ボンバーマンポータブル』にも登場する。
レグルス
ホワイトアイスの中ボス。詳しくはレグルスを参照。
リッパー
ホワイトアイスの大ボスで、両手にカマを持つクモのようなモンスター。両手に付いた鎌による薙ぎ払い・急降下からの突き・高速の連続突き、子蜘蛛を産み出しての攻撃をする。時間をかけずに一定のダメージを与えると地面を破壊し、床下のクモの巣へ移動する。
アブソリュート
ブラックシティの中ボスで、侵入者を排除する強力な兵器。全身が武器の塊で、ミサイル・ホーミングミサイル・レーザー・グラビティボム・突進・マシンガンで攻撃する。
アルタイル＆ベガ
ブラックシティのボスで、ボンバー星を襲撃した敵の総大将。詳しくはアルタイルを参照。
マスター
レインボーパレスの中ボスで、タロットカード使い。8種類のタロットカードを使用した攻撃を行う。なお、このボス戦では物語の展開上シリウスの助けは無いため、初めからリモコンボムを使用することができない。
シリウス
レインボーパレスの大ボスで、真の最終ボス。コズミックキューブの力を取り戻し、ボンバーマンとの最終決戦を挑む。

## 移植版
| No. | タイトル                    | 発売日                     | 対応機種 | 開発元   | 発売元 | メディア                              | 型式 | 備考 | 出典  |
| --- | --------------------------- | -------------------------- | -------- | -------- | ------ | ------------------------------------- | ---- | ---- | ----- |
| 1   | Bomberman 64 爆ボンバーマン | 2017年3月9日 2017年6月28日 | Wii U    | ハドソン | KDE    | ダウンロード （バーチャルコンソール） | -    |      | [ 3 ] |

## スタッフ
- ディレクション
  - ディレクター：奥野仁
  - アシスタント・ディレクター：澤口岳志
- ゲーム・プラン
  - ゲーム・デザイナー：印南好司
- プログラム
  - システム・プログラム：杉本悟
  - メイン・プログラム：小林勲
  - プログラマー：田辺紀之、しまだあきなり、ほんだともゆき
- デザイン
  - デザイン・ディレクター：佐藤裕
  - マップ・デザイン・チーフ：小倉英之
  - キャラクター・デザイン：芳賀覚
  - メニュー・ビジュアル・デザイン：後藤幸徳
  - ワールド・マップ・デザイン：滝山仁、吉田美穂、なかむらあきひろ (ADS)
  - バトル・マップ・デザイン：蒲原正裕、越後正一、吉田美穂、なかむらあきひろ (ADS)
  - エネミー・デザイン：藤本佳代、越後正一、永沢希句子
- サウンド
  - 音楽：多田彰文
  - マニピュレート・チーフ：井上大介
  - オペレート・アレンジ：八幡浩暢
  - マネージメント：三井啓介
  - サウンド・ディレクター：佐藤昭洋、いとうたいじ
  - 効果音：成田修、嶋倉一朗、坂東章平、坪口浩行
  - サウンド・プログラム：高橋克昇、井上雅明、岩渕貴幸、星恵太、岡秀樹
- オフィシャル・デザイン：
  - ディレクター：水野祥司
  - CGデザイン・チーフ：関島俊文
  - アシスタント：わたなべともあき、おかざきめぐみ
- サポート
  - パブリシティー：中沢洋一
  - パッケージ・マニュアル：半田由紀子
  - マスタリング：三上由起子、三藤秀樹
  - テクニカル・サポート：蝦名寿昌、田中俊介
- 協力：青二プロ、イマジン、ギミック、ジョーダウン・スタジオ、タバック、ニチメングラフィックス
- スペシャル・サンクス：冨井昭次（ジョーダウン・スタジオ）、斎藤祐二（イマジン）、ハドソンオールスタッフ
- マネージメント
  - プロダクト・マネージャー：三上寛幸
  - プロデューサー：中本伸一、遠藤英俊
  - エグゼクティブ・プロデューサー：工藤裕司

## 評価
本作は混在した肯定的な評価を受けた。多くの批評家は新規のアドベンチャーモードの搭載を賞賛した。アメリカ合衆国において、ゲーム情報サイト『IGN』のダグ・ペリーは「本作はシリーズで人気のあるユニークな資質を維持している」と言い、7.6/10点のスコアを与えた。ゲーム情報サイト『GameSpot』のジョー・フィルダーは1人プレイモードの搭載を賞賛したが、過去作のような機能がないマルチプレイモードを批判、4.6/10点のスコアを与えた。
日本において、ゲーム誌『ファミコン通信』の「クロスレビュー」では合計27点（満40点）となり、ゲーム誌『電撃NINTENDO64』の「HOT GAME PREVIEW」では9、6、7、8の30点となった。『電撃NINTENDO64』のレビュアーは謎解きを楽しめるストーリー、難易度バランスがいいこと、完成度が高いと賞賛、3Dになったことについてはそれならではの新アクションや探索が楽しめるとしたが対戦では3Dの意味があまり感じられない、2Dよりも相手を攻撃し辛いため戦略性があまりなく慣れるまでは長引くとした他、新要素によってパズルアクションとしてはいいが従来の感覚では爽快感がないとした。ゲーム誌『ファミマガ64』の読者投票による「ゲーム通信簿」での評価は以下の通り、23.0点（満30点）となった。
| 項目 | キャラクタ | 音楽 | お買得度 | 操作性 | 熱中度 | オリジナリティ | 総合 |
| 得点 | 4.4        | 3.7  | 3.6      | 3.6    | 3.9    | 3.8            | 23.0 |

## 関連書籍
- 爆ボンバーマン 公式ガイドブック
  - 1997年、小学館発行、ISBN 4-09-102598-6。むさしのあつしによる4コマ漫画が掲載されている。
- 爆ボンバーマン 4コマまんが王国
  - 1998年、双葉社発行、ISBN 4-575-93552-2
- 新ボンバーマン全百科
  - 1998年、小学館発行、ISBN 4-09-281159-4。ボンバーマンシリーズのプロデューサー藤原茂樹とキャラクターデザイナー水野祥司の開発者インタビューが掲載されている。